# Karl Schnelle
Karl Wilhelm Ernst Schnelle (* 18. August 1831 in Freyburg (Unstrut); † 18. Dezember 1890 in Grimma) war ein deutscher Altphilologe und Gymnasiallehrer.

## Leben
Der Sohn eines königlichen Domänenrentmeisters erhielt seine Ausbildung an der Privatschule seines Geburtsorts. 1844 wurde er Schüler der Landesschule Pforta, zuletzt als Primus Omnium, welche er 1850 verließ, um in Halle (Saale) als Einjährig-Freiwilliger seinen Militärdienst zu absolvieren. Dort begann er auch 1851 an der Universität Halle-Wittenberg ein Studium der Klassischen Philologie. Ab 1852 studierte er an der Universität Bonn. Hier besuchte er die Vorlesungen von Friedrich Gottlieb Welcker und Friedrich Ritschl. In Bonn bestand er das Staatsexamen als Lehrer und erwarb mit der Arbeit Exercitationes criticae in Dionysii Halicarnassensis antiquitates Romanas die philosophische Doktorwürde. 
1854 wurde er zweiter Lehrer des Seminars für gelehrte Schulen am Marienstiftsgymnasium in Stettin. 1856 wurde er Adjunkt an der wieder neu eröffneten Ritterakademie in Dom Brandenburg, um 1858 einem Ruf als Prorektor an das Gymnasium in Hamm in Westfalen zu folgen. Ab 1874 war er vierter Professor des sächsischen Gymnasiums St. Afra in Meißen, 1880 Konrektor des Königlichen Gymnasiums in Dresden-Neustadt und Ostern 1882 erhielt er eine Anstellung als Rektor des Gymnasiums in Zittau. Am 23. April 1884 übernahm er das Rektorat der sächsischen Landesschule in Grimma und wurde als Ritter des Königlich sächsischen Verdienstordens geehrt.
Schnelle heiratete 1863 in Hamm Maria Theresa Schreyer, Tochter des Pfarrers in Webau bei Weißenfels Julius Schreyer. Aus der Ehe stammten vier Kinder, wobei drei Kinder in Hamm, Meißen und Dresden starben.

## Veröffentlichungen (Auswahl)
- Exercitationes criticae in Dionysii Halecarnassensis antiquitates Romanas. Bonn 1854
- Über die Schlachten am Ticinus und an der Trebia. Nach Polybus. Hamm 1865
- Lateinisches Gedicht zum 50jährigen Jubiläum des Appellationsgerichts-Chefpräsidenten Dr. Lent. Hamm 1866
- Aufgabensammlung zum Übersetzen ins Griechische, I. Abt. bearb. von Schnelle. Berlin 1876. II. Abt., 1.
- Kursus bearbeitet von Schnelle. Berlin 1870. 3. Aufl. 1885. 3. Teil. 1882.
- Lateinisches Gedicht zum silbernen Ehejubiläum des Königspaares. Meissen 1878
- Kritisches zum Panegyricus des Plinius. In: Zur Feier der Einweihung des neuen Schulgebäudes und des Stiftungstages, den 1. Juli 1879. Meissen 1879
- Lateinisches Gedicht zum 300jährigen Jubiläum des Gymnasiums in Zittau. Grimma 1886
- Lateinisches Gedicht zur Jubelfeier des Hauses Wettin. Grimma 1889.